# Хмельнево
Хмельнево — деревня в Весьегонском муниципальном округе Тверской области.

## География
Деревня находится в северо-восточной части Тверской области на расстоянии приблизительно 23 км на юг по прямой от районного центра города Весьегонск.

## История
Возрождена в 1630-50-е годы карелами-переселенцами на месте более раннего, но запустевшего одноименного селения. Дворов 14 (1859 год), 17 (1889), 27 (1931), 22 (1963), 14 (1993), 9 (2008),. До 2017 года входила в состав Пронинского сельского поселения, с 2017 по 2019 год входила в состав Ивановского сельского поселения до упразднения последнего.

## Население
Численность населения: 92 человека (1859 год), 78 (1889), 114 (1931), 160 (1963), 29 (1993), 19 (русские 100 %) в 2002 году, 18 в 2010.